# کوپرسویل (میشیگان)
کوپرسویل، میشیگان (به انگلیسی: Coopersville, Michigan) یک شهر در ایالات متحده آمریکا با جمعیت ۴٬۲۷۵ نفر است که در میشیگان واقع شده‌است.

## موقعیت جغرافیایی
موقعیت جغرافیایی شهرها و مناطق اطراف به شرح زیر است: